# Allison Tolman
Allison Cara Tolman (* 18. listopadu 1981 Houston) je americká televizní a filmová herečka. Za roli Molly Solverson v seriálu Fargo získala nominace na cenu Emmy nebo Zlatý glóbus.

## Život
Vystudovala herectví na Baylor University. Poté se stěhovala do Dallasu, kde spolupracoval s Second Thought Theatr. Později se přestěhovala do Chicaga a pracovala s různými skupinami herců. V televizi debutovala v roce 2006 v jedné z epizod Útěk z vězení. První důležitou roli získala v roce 2014, kdy ztvárnila jednu z hlavních postav v televizním seriálu Fargo, a to policistku Molly Solverson. Získala mj. Cenu televizní kritiky za nejlepší herečku ve vedlejší roli ve filmu či minisérii.

## Filmografie

### Film
| Rok  | Název                      | Role            | Poznámky            |
| ---- | -------------------------- | --------------- | ------------------- |
| 2009 | A Thousand Cocktails Later | Mandy           | krátkometrážní film |
| 2015 | Fresno                     | Ruby            |                     |
| 2015 | Dárek                      | Lucy            |                     |
| 2015 | Krampus: Táhni k čertu     | Linda           |                     |
| 2017 | La Barracuda               | Merle           |                     |
| 2017 | Hráčské doupě              | Dawn Mayweather |                     |
| 2017 | Zabít Gunthera             | Mia             |                     |
| 2018 | The Sisters Brothers       | dívka v salonu  |                     |
| 2018 | Believe Her                | Monica          | krátkometrážní film |
| 2020 | The Last Shift             | Paní Kellyová   |                     |

### Televize
| Rok       | Název                    | Role                     | Poznámky                                                         |
| --------- | ------------------------ | ------------------------ | ---------------------------------------------------------------- |
| 2006      | Útěk z vězení            | zdravotní sestra         | díl: „Ladění“                                                    |
| 2008      | Sordid Lives: The Series | Tink                     | 4 díly                                                           |
| 2014–2015 | Fargo                    | strážník Molly Solverson | 11 dílů                                                          |
| 2014      | The Mindy Project        | Abby Berman              | 2 díly                                                           |
| 2014      | Hello Ladies             | Kate                     | TV film                                                          |
| 2015      | Archer                   | Edie Poovey (hlas)       | díl: „Edie's Wedding“                                            |
| 2015      | Comedy Bang! Bang!       | Ellen                    | díl: „Joseph Gordon-Levitt Wears a Heart T-Shirt and Blue Jeans“ |
| 2015      | Review                   | Marissa                  | díl: „Brawl; Blackmail; Glory Hole“                              |
| 2016      | Ničemové                 | Rochelle                 | 3 díly                                                           |
| 2016–2018 | Drunk History            | Různé role               | 2 díly                                                           |
| 2017      | Downward Dog             | Nan                      | hlavní role, 8 dílů                                              |
| 2017-2019 | I'm Sorry                | Jennifer                 | 4 díly                                                           |
| 2017      | Mozaika                  | Amy Lambson              | 3 díly                                                           |
| 2017–2018 | Me, Myself & I           | Sarah                    | 2 díly                                                           |
| 2018      | Brooklyn 99              | kapitán Olivia Crawford  | 2 díly                                                           |
| 2018      | Kansas City              | Tabatha Brookmeyer       | TV film                                                          |
| 2018      | The Guest Book           | Lisa                     | díl: „Two Steps Forward, One Step Back“                          |
| 2018–2019 | Hodný holky              | Mary Pat                 | vedlejší role, 10 dílů                                           |
| 2018      | Castle Rock              | Bridget Strand           | 2 díly                                                           |
| 2019      | The Twilight Zone        | Maura McGowan            | díl: „The Wunderkind“                                            |
| 2019–2020 | Emergence                | Jo Evans                 | hlavní role, 13 dílů                                             |
| 2021      | Why Women Kill           | Alma                     | hlavní role (2. řada)                                            |